# Luigi De Agostini
Luigi De Agostini, född 7 april 1961 i Udine, är en italiensk före detta fotbollsspelare. Han representerade Italien vid EM 1988 och VM 1990.

## Spelarkarriär
Luigi De Agostini inledde karriären som ungdomsspelare i hemstadens Udinese. För att få speltid lånades han ut till först Trento i Serie C1 och sedan till Catanzaro. Han återvände till Udinese 1983 och spelade därefter som ordinarie under tre säsonger.
Efter en säsong i Hellas Verona flyttade De Agostini 1987 till storklubben Juventus för övergångssumman 5,5 miljarder lire. I Juventus upplevde han karriärens höjdpunkt. 1990 vann han både Uefacupen och Coppa Italia. Under tiden i Juventus var han också ordinarie i landslaget och spelade i såväl EM 1988 som VM 1990.
Efter fem säsonger i Juventus fortsatte De Agostini vidare till Inter för en säsong, innan karriären avslutades med två säsonger i Reggiana.

### Landslag
De Agostini debuterade i landslaget i maj 1987 borta mot Norge. Det första landslagsmålet kom i december samma år i 3-0-segern hemma mot Portugal. De Agostini representerade Italien vid både EM 1988 och VM 1990. I båda turneringarna spelade han samtliga matcher. Han gjorde sin sista landskamp i september 1991 mot Bulgarien. Totalt spelade De Agostini 36 landskamper och gjorde fyra mål.

## Meriter
- VM-brons: 1

1990 med Italien.
- Mästare i UEFA-Cupen: 1

1989/1990 med Juventus.
- Mästare i Coppa Italia: 1

1989/1990 med Juventus.
- Mästare i Serie B: 1

1978/1979 med Udinese.
- Mästare i Mitropacupen: 1

1979/1980 med Udinese.